# Клоковец
Клоковец је насељено место у саставу општине Крапинске Топлице у Крапинско-загорској жупанији, Хрватска. До територијалне реорганизације у Хрватској налазио се у саставу старе општине Забок.

## Становништво
На попису становништва 2011. године, Клоковец је имао 755 становника.

## Попис1991.
На попису становништва 1991. године, насељено место Клоковец је имало 669 становника, следећег националног састава:
| Попис 1991.‍  | Попис 1991.‍  | Попис 1991.‍ | Попис 1991.‍ | Попис 1991.‍ |
| ------------ | ------------ | ----------- | ----------- | ----------- |
|              |              |             |             |             |
| Хрвати       | Хрвати       |             | 653         | 97,60%      |
| Словенци     | Словенци     |             | 2           | 0,29%       |
| Немци        | Немци        |             | 1           | 0,14%       |
| неопредељени | неопредељени |             | 3           | 0,44%       |
| непознато    | непознато    |             | 10          | 1,49%       |
| укупно: 669  |              |             |             |             |